# Гвинейский конституционный референдум (2020)
Конституционный референдум 2020 года в Гвинее проходил 22 марта одновременно со всеобщими выборами. Предлагавшийся проект Конституции обнулял президентские сроки, что позволяло президенту Альфа Конде баллотироваться на новый срок на президентских выборах.

## Конституционные поправки
Конституционные поправки включали следующие положения:
- Увеличение президентского срока с пяти до шести лет.
- Запрет на женское обрезание.
- Запрет на вступление в брак несовершеннолетних, запрет принудительных браков.
- Предоставление супругам равных прав при разводе.
- Заявление о том, что ни один пол не может представлять более двух третей в государственных учреждениях[2].
- Более справедливое распределение богатства в пользу молодёжи и бедных[3].
- Снижение возраста для кандидатов в члены парламента до 18 лет.

## Проведение голосования
Первоначально конституционный референдум должен был состояться 1 марта 2020 года, однако этот срок был отодвинут, поскольку международные наблюдатели выразили обеспокоенность по поводу списков избирателей. Африканский союз отменил миссию по наблюдению за выборами, сославшись на проблемы со списками. Европейский союз также выразил сомнение в достоверности списков.
В результате гвинейские власти удалили из реестра более 2,5 млн не поддающихся проверке имён (из общего числа 7,7 млн) в соответствии с рекомендациями Экономического сообщества стран Западной Африки после того, как они были определены Международной организацией франкоязычных стран. Не поддающиеся проверке имена были в основном сосредоточены в регионе, где президент Альфа Конде имел значительную поддержку.
Перед голосованием государственный секретарь США Майк Помпео сказал: «Мы сомневаемся, будет ли процесс свободным, справедливым и прозрачным и точно ли он отразит волю всех имеющих право голоса избирателей. Мы призываем все стороны участвовать в ненасильственном гражданском диалоге». Правительство США также призвало власти разрешить проведение мирных демонстраций, одновременно призывая оппозицию воздерживаться от насилия. Британское правительство также призвало, чтобы правительство Гвинеи уважало демократические институты и все формы прав человека, включая право на мирный протест, а также призвало все стороны вступать в конструктивный диалог и воздерживаться от применения насилия. Великобритания также призвала правительство обеспечить, чтобы выборы и референдум были проведены честно и прозрачно.

### Протесты

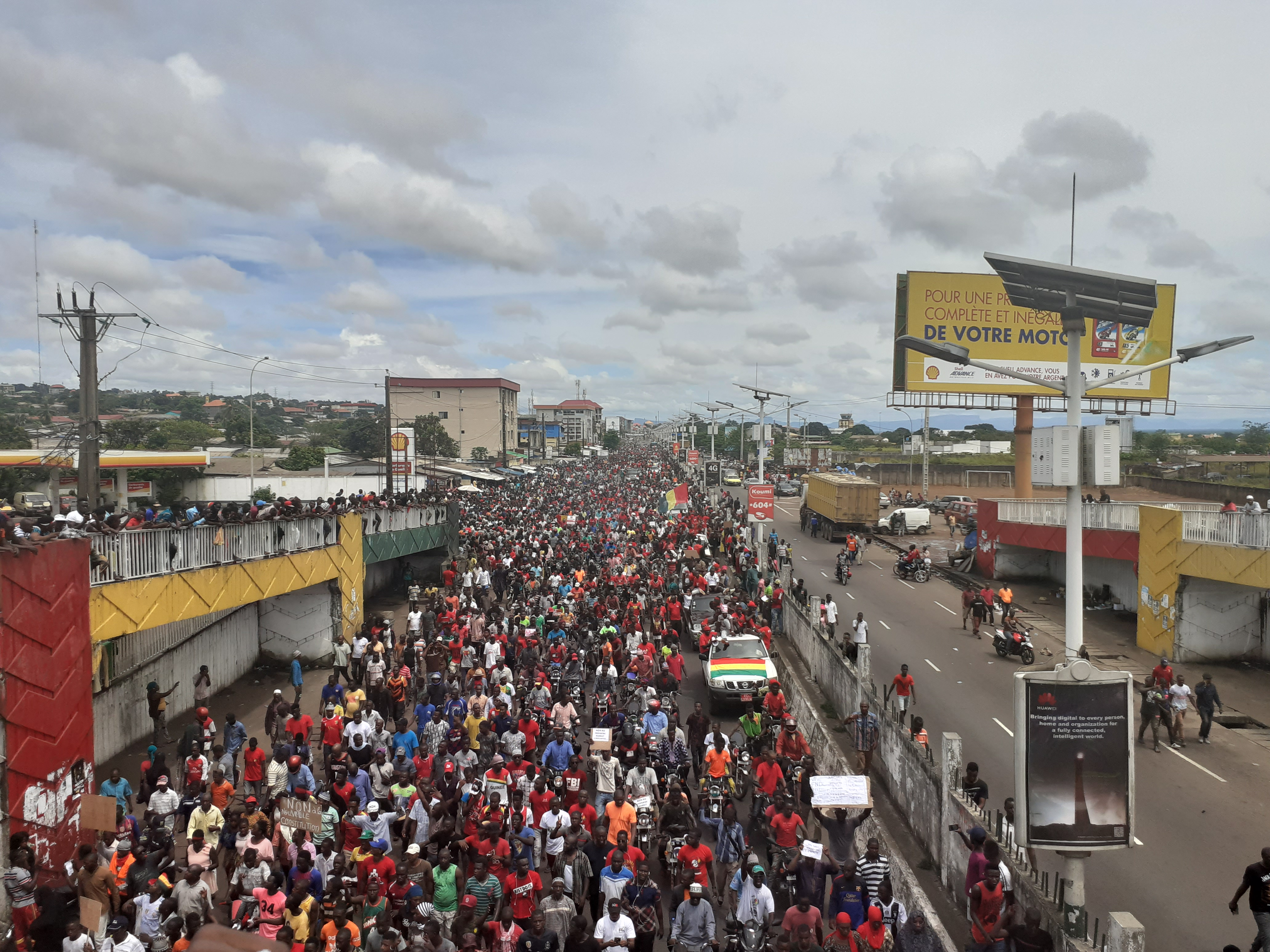
Протесты против референдума в Конакри. Демонстрация Национального фронта защиты Конституции.

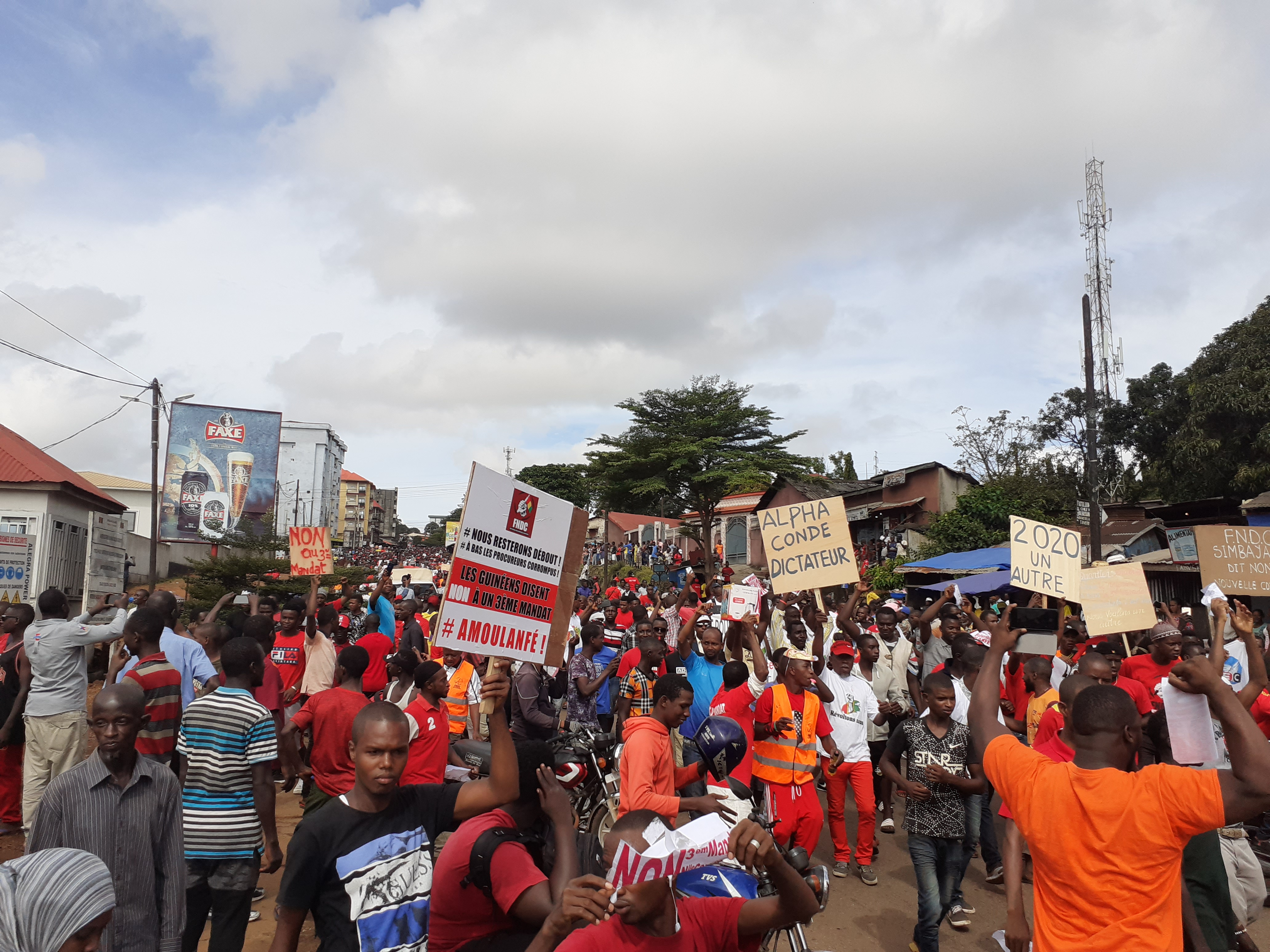
Протесты против референдума в Конакри.

Протесты против референдума в дни подготовки к выборам привели к гибели более 32 человек с октября 2019 года по март 2020 года, при этом регулярные протесты проходили в Конакри и других городах, включая Лабе, Маму, Боке и Нзерекоре.
Во время протестов несколько правительственных учреждений, школ и полицейских участков подверглись нападению с целью уничтожения материалов для голосования. В Маму нападавшие вошли в полицейский участок и разрывали списки избирателей и коробки с избирательными карточками. Две школы, которые планировалось использовать в качестве избирательных участков, были подожжены; несколько административных зданий на севере и юге страны также были подожжены. В Лабе на улицах жгли шины и выстраивались дорожные баррикады.
Национальный фронт защиты Конституции (FNDC), объединённая оппозиционная группа, призвал к бойкоту референдума и непринятия его результатов.

### День голосования
В день референдума контролируемый государством телекоммуникационный провайдер Гвинея Guinéenne de Large Bande объявил, что ожидает, что услуги интернета и телефонии будут нарушены из-за плановых работ по техническому обслуживанию подводных кабелей. Хотя запланированные работы были позднее отложены, социальные сети были заблокированы с 20:00 вечера до дня голосования до утра следующего дня после голосования, то есть в течение 36 часов. Блокировка включала в себя Twitter, Facebook, Instagram, а серверы WhatsApp были ограничены.
Противники референдума попытались сорвать голосование, разрушая оборудование для голосования.
Некоторые избирательные участки требовали, чтобы избиратели мыли руки перед голосованием, а радиостанции напоминали гражданам, чтобы они держались на расстоянии друг от друга, однако было замечено, что на некоторых избирательных участках толпы людей стеснялись в очереди, чтобы голосовать, и лишь немногие люди были в масках.

## Результаты
По объявленным предварительным результатам, новая конституция получила одобрение почти 90 % избирателей на фоне полного бойкота со стороны оппозиционных партий. Явка составила около 58 %. Конституционный суд обнародовал окончательные результаты 3 апреля и провозгласил новую конституцию, как принятую абсолютным большинством избирателей.
| Выбор                               | Голоса    | %     |
| ----------------------------------- | --------- | ----- |
| «За»                                | 2 663 198 | 89,76 |
| «Против»                            | 303 689   | 10,24 |
| Недействительных/пустых бюллетеней  | 49 600    | -     |
| Всего                               | 3 016 487 | 100   |
| Зарегистрированных избирателей/Явка | 5 179 600 | 58,24 |
| Источник: Constitutional Court      |           |       |

## Последующие события
После объявления результатов референдума протестующие снова вышли на улицы в знак протеста перед референдумом, поджигали машины и устанавливали баррикады.

## Реакция на референдум
Специальный представитель ООН в Западной Африке Мохамед ибн Чамбас выступил с заявлением, подчеркнув, что последующие события вызывают серьёзную обеспокоенность. Генеральный секретарь ООН Антониу Гутерриш призвал к конструктивному диалогу между правительством, оппозицией и гражданским обществом. Французское правительство осудило насилие и заявило, что голосование не заслуживает доверия.